# Kevin Stone (golfer)
Kevin Stone (Pretoria, 21 augustus 1966) is een Zuid-Afrikaans golfprofessional. Hij debuteerde in 1987 op de Sunshine Tour, toen nog Southern Africa Tour geheten.

## Loopbaan
In 1987 werd Stone een golfprofessional en hij speelde meteen op de Southern Africa Tour, dat in 2000 vernoemd werd tot de Sunshine Tour. In 1991 behaalde hij zijn eerste profzege door de Spoornet Classic te winnen. In het volgende decennium won Stone nog zes toernooien op de Sunshine Tour. Zijn laatste zege dateert van 2013 waar hij toen de Sunshine Big Easy Tour won en het toernooi telde niet mee voor de Order of Merit van de Sunshine Tour.

## Prestaties

### Professional
Sunshine Tour
- 1991: Spoornet Classic
- 1993: Bushveld Classic
- 1994: National Finance Brokers Challenge[1]
- 1995: Bushveld Classic
- 1996: FNB Pro Series 6: Namibia Open
- 1997: Mycom Mafunyane Trophy
- 2006: Vodacom Origins of Golf Tour at Pezula
- 2013: Sunshine Big Easy Tour[1]